# 36 Armia (ZSRR)
36 Armia (ros. 36-я армия) – związek operacyjny Armii Czerwonej, Armii Radzieckiej i Sił Zbrojnych Federacji Rosyjskiej.

## Formowanie
Została sformowana w lipcu 1941 w Zabajkalskim Okręgu Wojskowym na bazie 12 Korpusu Strzeleckiego. We wrześniu 1941 armia została włączona w skład Frontu Zabajkalskiego, ochraniała granicę państwową w Zabajkalu. W 1945 roku jako armia ogólnowojskowa uczestniczyła w operacji chingano-mukdeńskiej przeciw japońskiej Armii Kwantuńskiej.

## Dowódcy armii
- gen. por. Siergiej Fomienko (czerwiec 1941 - czerwiec 1945);
- gen. por. Aleksandr Łuczinski (czerwiec - wrzesień 1945)[2].

## Struktura organizacyjna
Skład pierwotny:
- 65 Dywizja Strzelecka
- 93 Dywizja Strzelecka
- 114 Dywizja Strzelecka
- 31 Rejon Umocniony;
- 32 Rejon Umocniony;

inne jednostki piechoty i artylerii.
Skład w sierpniu 1945:
- 2 Korpus Strzelecki
- 86 Korpus Strzelecki
- 31 Rejon Umocniony;
- 32 Rejon Umocniony;

inne zgrupowania i jednostki pancerne, artylerii i inne.
Skład w 1989
w składzie Zabajkalskiego Okręgu Wojskowego
- 11 Dywizja Zmechanizowana
- 38 Dywizja Zmechanizowana
- 122 Dywizja Zmechanizowana
- 200 Brygada Artylerii
- 240 Brygada Rakiet Przeciwlotniczych
- 47 Brygada Zaopatrzenia

45 Brygada Samochodowa
- 965 pułk artylerii rakietowej
- 112 pułk śmigłowców bojowych
- 203 pułk radiotechniczny
- 167 pułk łączności